# Very Together
Very Together is een compilatiealbum van de Britse band The Beatles, samen met Tony Sheridan. Het album werd uitgebracht door Polydor en verscheen alleen in Canada op de markt.
Very Together bevat dezelfde nummers als het Europese equivalent The Beatles' First uit 1964 en het Amerikaanse equivalent In the Beginning (Circa 1960), dat in 1970 zou verschijnen. Om een compleet album samen te kunnen stellen, werden vier nummers van Sheridan die hij opnam met The Beat Brothers toegevoegd. Hierop zijn The Beatles niet te horen. 
Op de albumcover staan vier kaarsen, waarvan er een is uitgeblazen. Dit is een verwijzing naar de complottheorie Paul is dead, die in deze periode de kop opstak.

## Tracks
| Nr. | Titel                               | Schrijver(s)                      | Uitgevoerd door                   | Duur |
| --- | ----------------------------------- | --------------------------------- | --------------------------------- | ---- |
| 1.  | Ain't She Sweet                     | Milton Ager, Jack Yellen          | The Beatles                       | 2:10 |
| 2.  | Cry for a Shadow                    | John Lennon, George Harrison      | The Beatles                       | 2:22 |
| 3.  | Let's Dance                         | Jim Lee                           | Tony Sheridan & The Beat Brothers | 2:32 |
| 4.  | My Bonnie                           | Traditioneel, arr. Tony Sheridan  | Tony Sheridan & The Beatles       | 2:06 |
| 5.  | Take Out Some Insurance on Me, Baby | Charles Singleton, Waldenese Hall | Tony Sheridan & The Beatles       | 2:52 |
| 6.  | What'd I Say                        | Ray Charles                       | Tony Sheridan & The Beat Brothers | 2:37 |

| Nr. | Titel                          | Schrijver(s)                             | Uitgevoerd door                   | Duur |
| --- | ------------------------------ | ---------------------------------------- | --------------------------------- | ---- |
| 7.  | Sweet Georgia Brown            | Ben Bernie, Kenneth Casey, Maceo Pinkard | Tony Sheridan & The Beatles       | 2:03 |
| 8.  | When the Saints Go Marching In | Traditioneel, arr. Tony Sheridan         | Tony Sheridan & The Beatles       | 3:19 |
| 9.  | Ruby Baby                      | Jerry Leiber, Mike Stoller               | Tony Sheridan & The Beat Brothers | 2:48 |
| 10. | Why                            | Sheridan                                 | Tony Sheridan & The Beatles       | 2:55 |
| 11. | Nobody's Child                 | Cy Coben, Mel Foree                      | Tony Sheridan & The Beatles       | 3:52 |
| 12. | Ya Ya                          | Lee Dorsey, Morgan Robinson              | Tony Sheridan & The Beat Brothers | 2:48 |